# Alexander Almer
Alexander Almer (* 7. April 1959 in Weiz) ist ein österreichischer Badmintonspieler und -trainer. Hertha Obritzhauser ist seine Ehefrau.

## Karriere
Alexander Almer gewann jeweils sechs österreichische Titel bei den Erwachsenen und den Junioren. Bei den Swiss Open wurde er zweimal Zweiter im Mixed, bei den Polish International einmal Dritter. Von 1980 bis 1988 nahm er an fünf Europameisterschaften teil und erreichte als beste Platzierung Rang 9 im Herrendoppel 1988 und Rang 10 in der Mannschaftswertung des gleichen Jahres. Im Europacup belegte er 1990 einen 3. Platz mit dem BSC 70 Linz.

## Sportliche Erfolge
| Saison | Veranstaltung                                  | Disziplin    | Platz | Name                                  |
| ------ | ---------------------------------------------- | ------------ | ----- | ------------------------------------- |
| 1976   | Österreich: Einzelmeisterschaften der Junioren | Herreneinzel | 1     | Alexander Almer                       |
| 1976   | Österreich: Einzelmeisterschaften der Junioren | Herrendoppel | 1     | Alexander Almer / Walter Obritzhauser |
| 1977   | Österreich: Einzelmeisterschaften der Junioren | Herreneinzel | 1     | Alexander Almer                       |
| 1977   | Österreich: Einzelmeisterschaften der Junioren | Herrendoppel | 1     | Alexander Almer / Peter Sandre        |
| 1981   | Österreich: Einzelmeisterschaften der Junioren | Mixed        | 1     | Alexander Almer / Hertha Obritzhauser |
| 1981   | Österreich: Einzelmeisterschaften der Junioren | Herreneinzel | 1     | Alexander Almer                       |
| 1981   | Österreich: Einzelmeisterschaft                | Mixed        | 1     | Alexander Almer / Hertha Obritzhauser |
| 1982   | Österreich: Einzelmeisterschaft                | Mixed        | 1     | Alexander Almer / Hertha Obritzhauser |
| 1983   | Österreich: Einzelmeisterschaft                | Mixed        | 1     | Alexander Almer / Hertha Obritzhauser |
| 1983   | Polish International                           | Mixed        | 3     | Alexander Almer / Hertha Obritzhauser |
| 1983   | Swiss Open                                     | Mixed        | 2     | Alexander Almer / Hertha Obritzhauser |
| 1984   | Österreich: Einzelmeisterschaft                | Mixed        | 1     | Alexander Almer / Hertha Obritzhauser |
| 1984   | Swiss Open                                     | Mixed        | 2     | Alexander Almer / Hertha Obritzhauser |
| 1985   | Österreich: Einzelmeisterschaft                | Mixed        | 1     | Alexander Almer / Hertha Obritzhauser |
| 1986   | Österreich: Einzelmeisterschaft                | Mixed        | 1     | Alexander Almer / Hertha Obritzhauser |